# Neotrioza machili
Neotrioza machili är en insektsart som beskrevs av Jean-Jacques Kieffer 1905. Neotrioza machili ingår i släktet Neotrioza och familjen spetsbladloppor. Inga underarter finns listade i Catalogue of Life.